# Olympische Sommerspiele 1928/Fußball
Bei den IX. Olympischen Sommerspielen 1928 in Amsterdam wurde ein Wettbewerb im Fußball ausgetragen. Das Turnier fand acht Wochen vor der offiziellen Eröffnung am 29. Juli 1928 statt. Dort sprach dann als bisher einziger Fußballer in der olympischen Geschichte der Niederländer Harry Dénis den olympischen Eid. Olympiasieger wurde nach 1924 wieder Uruguay, wobei es gegen Argentinien zum ersten rein südamerikanischen Endspiel kam. Bis 2004 blieb es das einzige rein südamerikanische Finale bei den olympischen Fußballturnieren. Da das Finale mit 1:1 nach Verlängerung endete, gab es drei Tage später ein Wiederholungsspiel, das die Uruguayer mit 2:1 gewannen. Beide trafen zwei Jahre später im Finale der ersten Fußball-Weltmeisterschaft erneut aufeinander. Die deutsche Mannschaft schied im Viertelfinale gegen Uruguay bei ihrem ersten Spiel gegen eine südamerikanische Mannschaft aus. Mit Ägypten erreichte erstmals eine afrikanische Mannschaft ein Halbfinale. Für Mexiko war das Achtelfinalspiel gegen Spanien das erste Spiel in Europa und gegen eine europäische Mannschaft sowie das erste von der FIFA gezählte Spiel, das Trostrundenspiel gegen Chile war das erste Spiel gegen eine südamerikanische Mannschaft. Im Halbfinale kam es zwischen Argentinien und Ägypten zum ersten Länderspiel zwischen einer südamerikanischen und einer afrikanischen Mannschaft.
Die meisten Begegnungen des Turniers wurden im Olympiastadion Amsterdam ausgetragen. Zwei Begegnungen des Achtelfinales fanden im Het Nederlandsch Sportpark in der Nähe des Olympiastadions statt. Die Trostrunde wurde im Monnikenhuize in Arnhem sowie im Spangen-Stadion in Rotterdam ausgespielt.

## Das Turnier

### Vorrunde
|                         |   |       |           |
| 27.5. (2.300 Zuschauer) |   |       |           |
| Portugal                | – | Chile | 4:2 (2:2) |

### Achtelfinale
|                          |   |             |            |
| 27.5. (5.830 Zuschauer)  |   |             |            |
| Belgien                  | – | Luxemburg   | 5:3 (3:3)  |
| 28.5. (2.740 Zuschauer)  |   |             |            |
| Ägypten                  | – | Türkei      | 7:1 (2:0)  |
| 28.5. (16.160 Zuschauer) |   |             |            |
| Deutsches Reich          | – | Schweiz     | 4:0 (2:0)  |
| 29.5. (2.510 Zuschauer)  |   |             |            |
| Italien                  | – | Frankreich  | 4:3 (3:2)  |
| 29.5. (3.850 Zuschauer)  |   |             |            |
| Argentinien              | – | USA         | 11:2 (4:0) |
| 29.5. (1.230 Zuschauer)  |   |             |            |
| Portugal                 | – | Jugoslawien | 2:1 (1:1)  |
| 30.5. (2.350 Zuschauer)  |   |             |            |
| Spanien                  | – | Mexiko      | 7:1 (3:0)  |
| 30.5. (27.730)           |   |             |            |
| Uruguay                  | – | Niederlande | 2:0 (1:0)  |

### Viertelfinale
|                         |   |                 |                      |
| 1.6. (3.390 Zuschauer)  |   |                 |                      |
| Italien                 | – | Spanien         | 1:1 n. V. (1:1, 0:1) |
| 2.6. (16.400 Zuschauer) |   |                 |                      |
| Argentinien             | – | Belgien         | 6:3 (3:2)            |
| 3.6. (25.130 Zuschauer) |   |                 |                      |
| Uruguay                 | – | Deutsches Reich | 4:1 (2:0)            |
| 4.6. (3.450 Zuschauer)  |   |                 |                      |
| Ägypten                 | – | Portugal        | 2:1 (1:0)            |

#### Viertelfinale – Entscheidungsspiel
|                        |   |         |           |
| 4.6. (4.770 Zuschauer) |   |         |           |
| Italien                | – | Spanien | 7:1 (4:0) |

### Halbfinale
|                         |   |         |           |
| 6.6. (7.890 Zuschauer)  |   |         |           |
| Argentinien             | – | Ägypten | 6:0 (3:0) |
| 7.6. (15.230 Zuschauer) |   |         |           |
| Uruguay                 | – | Italien | 3:2 (3:1) |

### Spiel um die Bronzemedaille
| Italien                                    | Italien | Ägypten | Ägypten |
| ------------------------------------------ | --- | --- | ------- |
| Italien                                    | \| 9. Juni 1928[1] in Amsterdam (Olympiastadion) \| \| Ergebnis: 11:3 (6:2) \| \| Zuschauer: 6.378 \| \| Schiedsrichter: John Langenus ( Belgien) \|                                                                  | \| 9. Juni 1928[1] in Amsterdam (Olympiastadion) \| \| Ergebnis: 11:3 (6:2) \| \| Zuschauer: 6.378 \| \| Schiedsrichter: John Langenus ( Belgien) \|                            | Ägypten |
| Italien                                    | Gianpiero Combi – Delfo Bellini, Umberto Caligaris – Fulvio Bernardini, Alfredo Pitto, Pietro Genovesi – Elvio Banchero, Adolfo Baloncieri, Angelo Schiavio, Mario Magnozzi, Virgilio Felice Levratto                 | Abdel Hamid Hamdi – Sayed Abaza, Yacout El-Soury – Mohamed Shemais, Ali El-Hassani, Abdel Halim Hassan – Moussa El-Ezam, Ali Riadh, Sayed Houda, Mahmoud Houda, Gamil El-Zobair | Ägypten |
| Italien                                    | 1:0 Schiavio (6.) 2:1 Baloncieri (14.) 3:2 Banchero (19.) 4:2 Banchero (39.) 5:2 Schiavio (42.) 6:2 Banchero (44.) 7:2 Baloncieri (52.) 8:2 Schiavio (58.) 9:3 Magnozzi (72.) 10:3 Magnozzi (80.) 11:3 Magnozzi (88.) | 1:1 Riadh (12.) 2:2 Riadh (16.) 8:3 El-Ezam (60.) | Ägypten |
| 9. Juni 1928 in Amsterdam (Olympiastadion) | | |         |
| Ergebnis: 11:3 (6:2)                       | | |         |
| Zuschauer: 6.378                           | | |         |
| Schiedsrichter: John Langenus ( Belgien)   | | |         |

### Finale
| Uruguay                                         | Uruguay | Argentinien | Argentinien |
| ----------------------------------------------- | --- | --- | ----------- |
| Uruguay                                         | \| 10. Juni 1928[1] in Amsterdam (Olympiastadion) \| \| Ergebnis: 1:1 (1:0) \| \| Zuschauer: 28.250 \| \| Schiedsrichter: Johannes Mutters ( Niederlande) \|                            | \| 10. Juni 1928[1] in Amsterdam (Olympiastadion) \| \| Ergebnis: 1:1 (1:0) \| \| Zuschauer: 28.250 \| \| Schiedsrichter: Johannes Mutters ( Niederlande) \|                                   | Argentinien |
| Uruguay                                         | Andrés Mazzali – José Nasazzi, Pedro Arispe – José Leandro Andrade, Lorenzo Fernández, Álvaro Gestido – Santos Urdinarán, Héctor Castro, Pedro Petrone, José Pedro Cea, Antonio Cámpolo | Ángel Bossio – Fernando Paternóster, Ludovico Bidoglio – Luis Monti, Juan Evaristo, Ángel Médici – Raimundo Orsi, Enrique Gainzarain, Manuel Ferreira, Domingo Tarasconi, Alfredo Carricaberry | Argentinien |
| Uruguay                                         | 1:0 Petrone (23.) | 1:1 Ferreira (50.) | Argentinien |
| 10. Juni 1928 in Amsterdam (Olympiastadion)     | | |             |
| Ergebnis: 1:1 (1:0)                             | | |             |
| Zuschauer: 28.250                               | | |             |
| Schiedsrichter: Johannes Mutters ( Niederlande) | | |             |

| Uruguay                                         | Uruguay | Argentinien | Argentinien |
| ----------------------------------------------- | --- | --- | ----------- |
| Uruguay                                         | \| 13. Juni 1928 in Amsterdam (Olympiastadion) \| \| Ergebnis: 2:1 (1:1) \| \| Zuschauer: 28.110 \| \| Schiedsrichter: Johannes Mutters ( Niederlande) \|                          | \| 13. Juni 1928 in Amsterdam (Olympiastadion) \| \| Ergebnis: 2:1 (1:1) \| \| Zuschauer: 28.110 \| \| Schiedsrichter: Johannes Mutters ( Niederlande) \|                                      | Argentinien |
| Uruguay                                         | Andrés Mazzali – José Nasazzi, Pedro Arispe – José Leandro Andrade, Juan Píriz, Álvaro Gestido – Juan Pedro Arremón, Héctor Scarone, René Borjas, José Pedro Cea, Roberto Figueroa | Octavio Díaz – Fernando Paternóster, Ludovico Bidoglio – Luis Monti, Juan Evaristo, Ángel Médici – Raimundo Orsi, Feliciano Perducca, Manuel Ferreira, Domingo Tarasconi, Alfredo Carricaberry | Argentinien |
| Uruguay                                         | 1:0 Figueroa (17.) 2:1 Scarone (68.) | 1:1 Monti (28.) | Argentinien |
| 13. Juni 1928 in Amsterdam (Olympiastadion)     | | |             |
| Ergebnis: 2:1 (1:1)                             | | |             |
| Zuschauer: 28.110                               | | |             |
| Schiedsrichter: Johannes Mutters ( Niederlande) | | |             |

1. 1 2 3 4 5 6 7 8 9 10  Jeweils Doppelveranstaltungen.
2. 1 2  Altes Stadion Amsterdam

### Trostrunde
In Amsterdam wurde letztmals versucht, eine Trostrunde zu veranstalten. Es beteiligten sich jedoch nur vier der dreizehn vor dem Halbfinale ausgeschiedenen Mannschaften.

#### Erste Runde
|                                                        |   |         |           |
| 5.6. in Rotterdam (Spangen-Stadion) (20.000 Zuschauer) |   |         |           |
| Niederlande                                            | – | Belgien | 3:1 (2:0) |
| 5.6. in Arnheim (Monnikenhuize)(6.000 Zuschauer)       |   |         |           |
| Chile                                                  | – | Mexiko  | 3:1 (1:1) |

#### Zweite Runde
|                                                        |   |       |                       |
| 8.6. in Rotterdam (Spangen-Stadion) (18.000 Zuschauer) |   |       |                       |
| Niederlande                                            | – | Chile | 2:2 n. V. (2:2, 0:0)* |

* Nach dem Unentschieden der zweiten Runde überließ Gastgeber Niederlande den Chilenen den „Trostpreis“.

## Medaillenränge

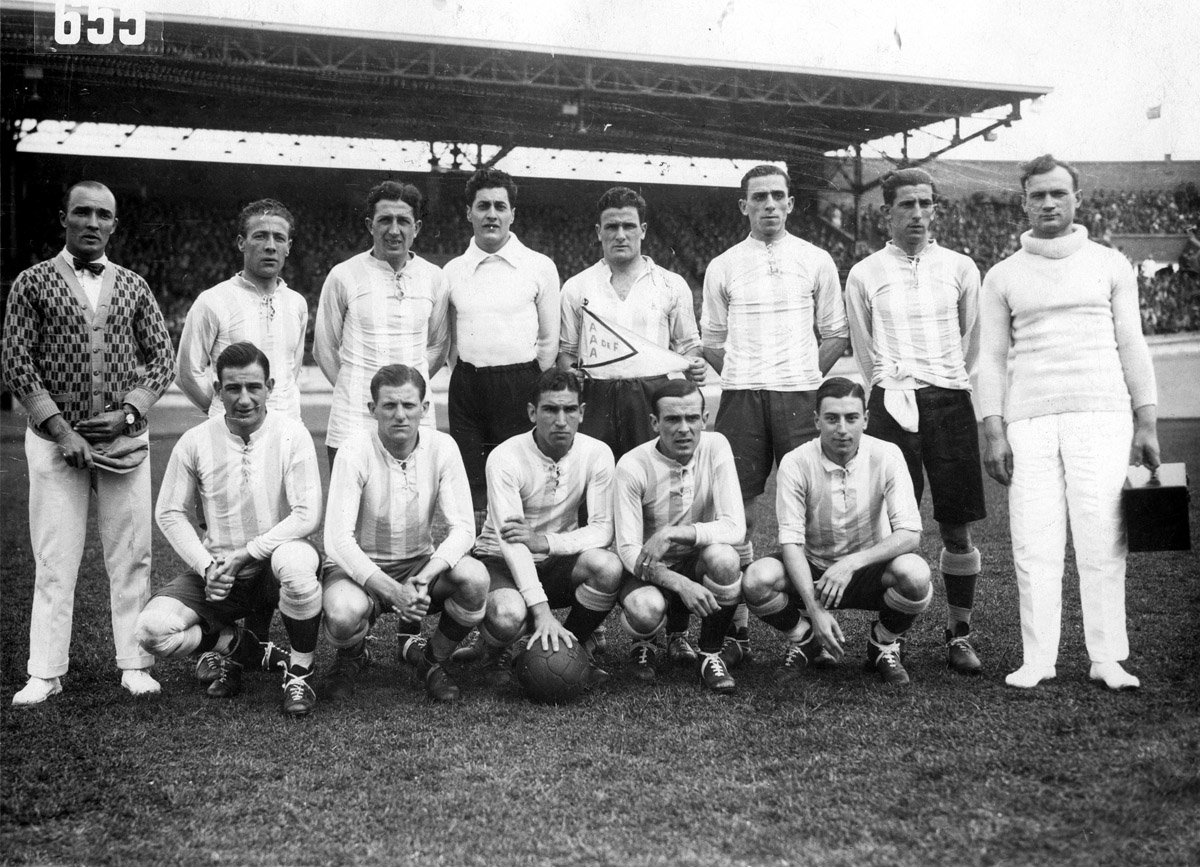
Silbermedaillengewinner Argentinien

| Rang               | Medaillengewinner |
| ------------------ | --- |
| Gold Uruguay       | José Leandro Andrade, Pedro Arispe, Juan Arremón, René Borjas, Adhemar Canavesi, Héctor Castro, Antonio Cámpolo, José Pedro Cea, Lorenzo Fernández, Roberto Figueroa, Álvaro Gestido, Andrés Mazzali (TW), José Nasazzi, Juan Píriz, Pedro Petrone, Héctor Scarone, Santos Urdinarán Trainer: Primo Giannotti                                          |
| Silber Argentinien | Ludovico Bidoglio, Ángel Bossio (TW), Saúl Calandra, Alfredo Carricaberry, Roberto Cherro, Octavio Díaz, Juan Evaristo, Manuel Ferreira, Enrique Gainzarain, Luis Monti, Ángel Médici, Raimundo Orsi, Rodolfo Orlandini, Fernando Paternóster, Feliciano Perducca, Domingo Tarasconi Trainer: José Lago Millán                                         |
| Bronze Italien     | Adolfo Baloncieri, Elvio Banchero, Delfo Bellini, Fulvio Bernardini, Umberto Caligaris, Gianpiero Combi (TW), Attilio Ferraris, Pietro Genovesi, Antonio Janni, Virgilio Felice Levratto, Mario Magnozzi, Alfredo Pitto, Silvio Pietroboni, Giovanni De Prà, Enrico Rivolta, Virginio Rosetta, Gino Rossetti, Angelo Schiavio Trainer: Augusto Rangone |

## Beste Torschützen
| Rang | Spieler                  | Tore |
| ---- | ------------------------ | ---- |
| 1    | Domingo Tarasconi        | 11   |
| 2    | Adolfo Baloncieri        | 6    |
|      | Manuel Ferreira          | 6    |
| 3    | Elvio Banchero           | 4    |
|      | Richard Hofmann          | 4    |
|      | Roberto Cherro           | 4    |
|      | Mario Magnozzi           | 4    |
|      | Mahmoud Mokhtar El-Tetsh | 4    |
|      | Pedro Petrone            | 4    |
|      | José María Yermo         | 4    |
|      | Ali Riadh                | 4    |
|      | Angelo Schiavio          | 4    |
|      | Virgilio Felice Levratto | 4    |
| …    |                          |      |
| 24   | Josef Hornauer           | 1    |
| …    |                          |      |